# Ferlach
Ferlach (slovenska: Borovlje) är en stadskommun i förbundslandet Kärnten i Österrike. Den ligger i distriktet Klagenfurt-Land. Kommunen har 7 464 invånare (2024). Kommunen gränsar i söder till Slovenien.
Kommunen består av 27 orter (Ortschaften) (inom parentes invånarantal 1 januari 2024):
- Babniak (36)
- Bodental (151)
- Dornach (106)
- Dörfl (21)
- Ferlach (4 524)
- Glainach (71)
- Görtschach (299)
- Jaklin (4)
- Kappel an der Drau (309)
- Kirschentheuer (238)
- Laak (42)
- Laiplach (17)
- Loibltal (40)
- Otrouza (67)
- Rauth (4)
- Reßnig (220)
- Seidolach (74)
- Singerberg (4)
- Strau (282)
- Strugarjach (6)
- Tratten (67)
- Unterbergen (173)
- Unterferlach (284)
- Unterglainach (33)
- Unterloibl (234)
- Waidisch (73)
- Windisch Bleiberg (85)